# هرگز می‌توانی مرا ببخشی؟
هرگز می‌توانی مرا ببخشی؟ (انگلیسی: Can You Ever Forgive Me?) فیلمی در ژانر زندگینامه‌ای و کمدی-درام به کارگردانی ماریل هلر است که در سال ۲۰۱۸ منتشر شد. این فیلم بر اساس زندگی لی ایزریل ساخته شده است.

## بازیگران
- ملیسا مک‌کارتی
- ریچارد ای گرانت
- جین کرتین
- انا دیویر اسمیت
- دالی ولز
- جنیفر وستفلت